# Sterne (bateau)
Pour les articles homonymes, voir Sterne (homonymie).
Le Sterne est un patrouilleur de la Marine nationale. Son numéro de coque est P680 et il est parrainé par la ville du Verdon-sur-Mer depuis le 19 mai 1986. 

## Histoire
Retiré définitivement du service actif le 16 juillet 2009 (RDS). Il a été remis le même jour au Centre d'Instruction Naval (CIN) de Brest pour être employé comme plateforme pédagogique statique, au profit des Écoles des mousses et de Maistrance. Désarmé, il fut déplacé en juin 2020 au Cimetière des navires de Landévennec dans l'attente de son démantèlement. Début février 2021, il est pris en remorque par le TSM Kermor et quitte la rade de Brest pour rejoindre le chantier de démantèlement Gardet & De Bézenac au Havre.